# Acianthera melanochthoda
Acianthera melanochthoda är en orkidéart som först beskrevs av Carlyle August Luer och Alexander Charles Hirtz, och fick sitt nu gällande namn av Alec M. Pridgeon och Mark W. Chase. Acianthera melanochthoda ingår i släktet Acianthera och familjen orkidéer. Inga underarter finns listade i Catalogue of Life.